# Vylodění v Normandii
Vylodění v Normandii zahrnuje vyloďovací a související výsadkovou operaci v úterý 6. června 1944 během spojenecké invaze do Normandie v rámci operace Overlord během druhé světové války. S kódovým označením operace Neptun a často označovaná jako Den D to byla největší námořní invaze v historii. Operace zahájila osvobození Francie (a později západní Evropy) a položila základy vítězství spojenců na západní frontě.
Při vylodění spojenecké síly prolomily Hitlerův Atlantický val a znovu otevřely v severní Francii západní frontu. Spojenecké síly se vylodily současně na plážích Utah, Omaha, Gold, Juno a Sword. Na pláži Omaha padlo nejvíce spojeneckých jednotek a spojencům se málem nepodařilo tuto pláž získat. Na průběhu bitvy se projevilo několik faktorů — výhoda naprostého překvapení na straně Spojenců, jejich zdrcující převaha v počtu mužů, výborná příprava (vyvinuli velké množství zbrusu nových vyloďovacích technik), dobře organizovaná činnost francouzského odboje, v neposlední řadě i vážné nedostatky Atlantického valu a absolutní nepřítomnost Luftwaffe nad vyloďovacími plážemi a La Manche v první fázi vyloďovací operace.
I v dalších dnech si však Spojenci udržovali absolutní převahu na moři a výraznou (a místy i absolutní) převahu ve vzduchu. Spolu s Hitlerovou nerozhodností, který ještě několik dnů po dni D považoval akci za předstíranou (díky úspěšné spojenecké dezinformační kampani si stále myslel, že invaze bude provedena na Pas-de-Calais [pɑ də kalɛ]IPA) a nedovolil nasadit proti Spojencům své nejsilnější jednotky, zcela vyloučilo úspěšné zničení spojeneckého předmostí. K Hitlerově porážce také napomohlo vysazení desetitisíců spojeneckých parašutistů po celé Normandii. Mezi nejznámější výsadkářské boje patří bitva o St. Mere Église, bitva o Pegasus Bridge a ještě několik dalších vesnic.

## Vylodění

### Datum vylodění

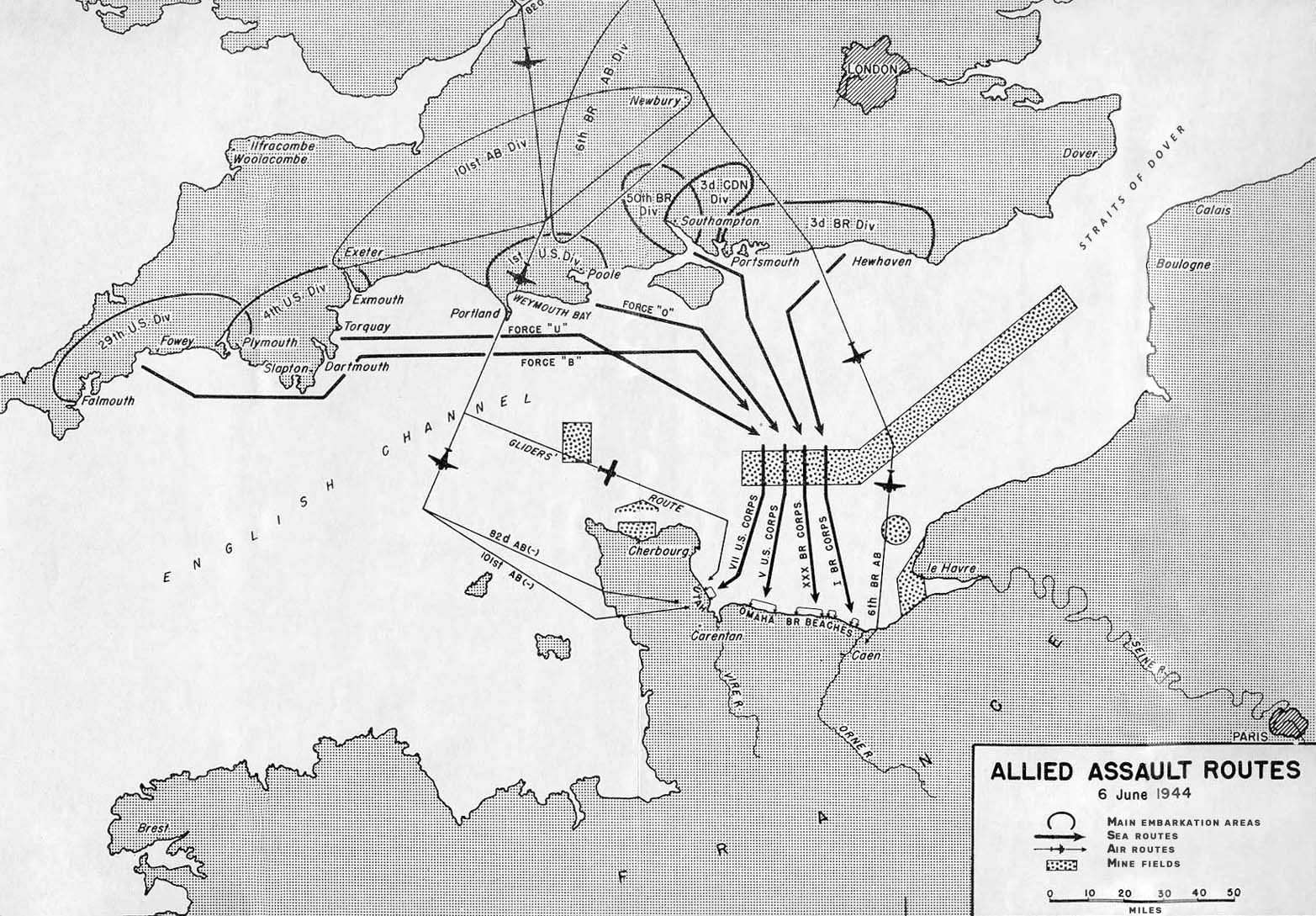
Plavební sektory přes Kanál

Původní termín vybraný pro vylodění byl stanoven na 7. května. Generál Eisenhower však přidal k vyloďovacímu vojsku další tři divize, čímž vznikl nedostatek plavidel a plánované datum vylodění bylo posunuto o celý měsíc. Začátkem června se ale znatelně zhoršilo počasí, což nutilo k posunutí termínu zejména kvůli vysokým vlnám a vlnobití na vyloďovacích plážích a nemožnosti v takových podmínkách nasadit parašutisty a letectvo. Zásadní posunutí data vylodění na červenec by ale znamenalo hrozbu, že se dříve nebo později informace o přípravě útoku dostanou do rukou nepříteli a místo vylodění bude prozrazeno, čímž by došlo ke ztrátě momentu překvapení. Vzhledem k rozsahu operace na území Spojeného království byli vojáci rozmístěni v mnoha táborech, kde čekali na nalodění a reálně hrozilo nebezpečí prozrazení. Vylodění bylo naplánováno na dobu úplňku také kvůli letectvu a hlavně kvůli vysokému přílivu.
Na operační poradě u vrchního velitele Spojeneckých expedičních sil Dwighta D. Eisenhowera dne 5. června se řešila otázka, zda se vojáci vrátí zpět do svých táborů a nebo bude již započatá operace pokračovat. I přes nepříznivé hlášení hlavního meteorologa (James Stagg) z Eisenhowerova štábu, jemuž velel generál Walter Bedell Smith, někteří polní velitelé (např. Bernard Law Montgomery) navrhovali, aby se v invazi pokračovalo i přes špatné meteorologické podmínky. Nahrávalo jim také to, že Němci na druhé straně kanálu nepředpokládali, že se Spojenci pustí do invaze v takto nepříznivém počasí, a tak si část velitelů německé armády vzala volno a odjela ke svým rodinám nebo na dovolené. Nakonec byla operace odložena pouze o 24 hodin na 6. června.

### Francouzský odboj
Britská Special Operations Executive vytvořila plán zapojení francouzského odboje do vylodění. Zadala rozkazy týkající se rozsáhlých sabotáží železnic, komunikačních center, spojovacích drátů či elektrických rozvoden, což mělo paralyzovat schopnost Němců se v oblasti výsadku dorozumívat a pohybovat. Signál ke všeobecnému útoku sabotérů byl vyslán prostřednictvím pravidelného vysílání BBC z Londýna. I když byla tato zpráva správně vyhodnocena jako začátek invaze Josefem Götzem z německé rozvědky, odpovědný nadřízený nebral na zprávu ohled, jelikož Josef Götz varoval před invazí již měsíc předtím. Tehdejší varování bylo také oprávněné, ale operace byla kvůli špatnému počasí odvolána.

### Vzdušné výsadky

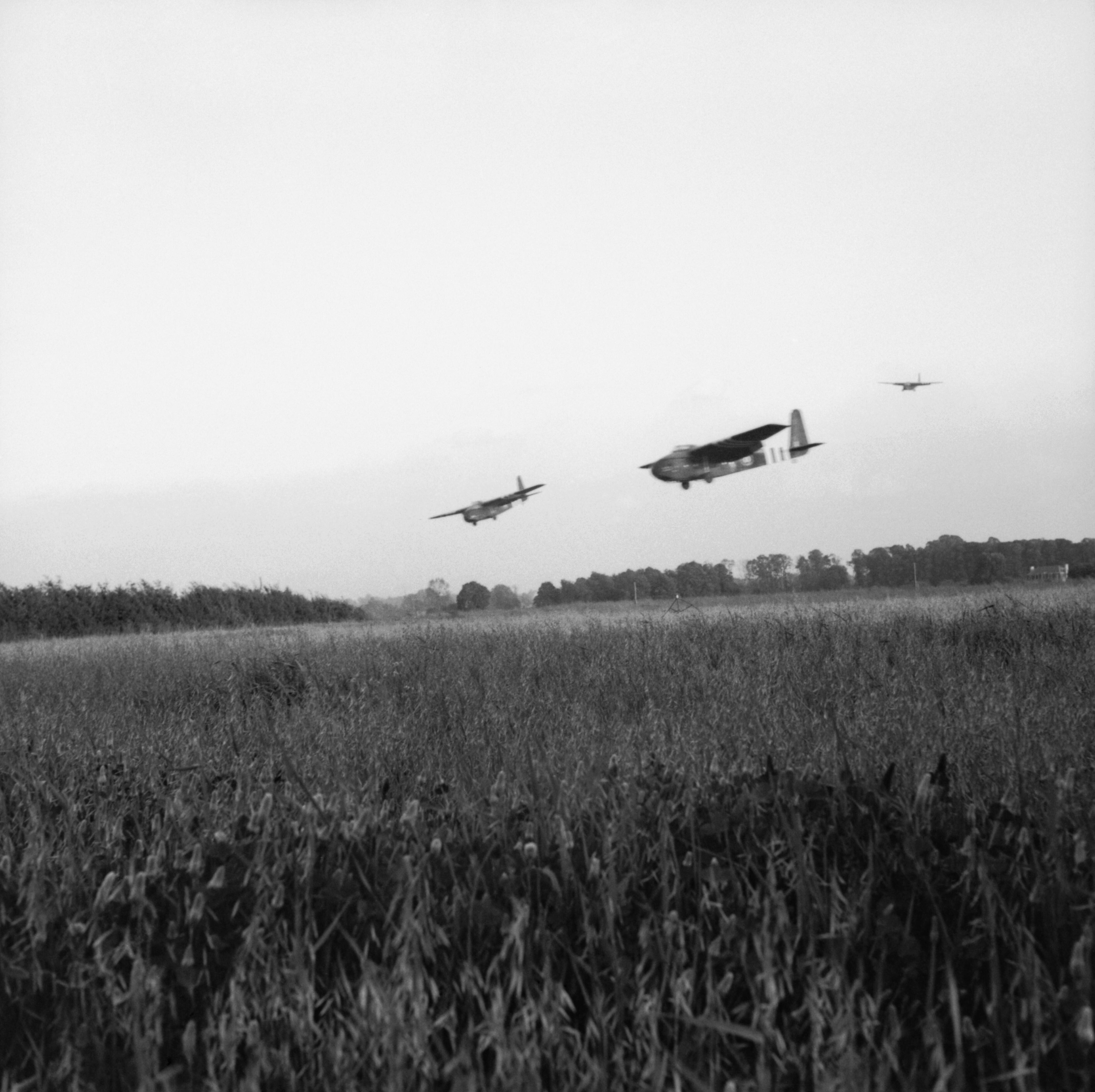
Britské kluzáky Hamilcar přistávají v časných hodinách 6. června 1944 s těžkou technikou obrněného průzkumného pluku 6. výsadkové divize.

Plán Spojenců počítal s tím, že se jim podaří vybudovat bezpečné předmostí, ze kterého by mohli podniknout další mohutný útok, což by zajistilo vylodění hlavní části invazních sil. K tomuto účelu bylo potřeba zajistit vyloďovací pláže a znemožnit odražení invaze zpět do moře (což by znamenalo hlavně zastavení vyloďování). Předpokládalo se, že Němci do oblasti vylodění začnou brzy stahovat posily, a to i v době, kdy budou ještě vojáci bojovat na plážích. Aby se zamezilo snadnému přesunu německých záloh, bylo rozhodnuto, že do týlu Atlantického valu budou vysláni parašutisté, kteří obsadí strategická místa, a znemožní tak nepříteli stahovat zálohy a seskupit síly proti invazním vojskům.
Ve večerních hodinách začali nad oblastí Normandie seskakovat spojenečtí parašutisté ze 101. a 82. výsadkové divize americké armády a britského výsadkového sboru, celkem 13 000 výsadkářů, kteří měli za úkol obsadit strategické křižovatky, mosty a vesnice. Cíle jejich seskoku před rozbřeskem byly: zabezpečit čtyři východy z pláží před námořním výsadkem. To bylo nesmírně důležité, neboť tyto čtyři cesty na náspech byly jedinými trasami přes zatopené území, které pokrývalo západní část sektoru Utah. Jihozápadně potom dobýt a zabezpečit dva mosty a jedno zdymadlo přes řeku Douve a zničit velký železniční a silniční most přes tutéž řeku. Tyto cíle byly uloženy jednotkám 101. divize. Západně od 101. divize měla 82. divize zajistit západní břeh řeky Merderet a držet předmostí, zničit dva mosty a dobýt město Ste. Mere-Eglise. První transportní letouny s výsadkovými jednotkami odstartovaly 5. června ve 22.15 z letišť v jižní Anglii. Výsadky 101. ani 82. divize neprobíhaly podle plánu. Noční výsadky často bez navigačních prostředků způsobily, že obě divize byly rozptýlené a utrpěly při výsadku ztráty. Přestože místa shozu i jednotky byly promíchané, cíle byly nalezeny, dobyty a drženy. Jednotky 101. divize zabezpečily čtyři východy z pláže Utah v den D ve 13.00. U severních východů (3 a 4) se parašutisté spojili s vojáky 4. pěší divize postupujícími z pláží do vnitrozemí. Útok 82. divize na Ste. Mere-Eglise uskutečnilo asi 360 vojáků 505. jednotky výsadkové pěchoty. S využitím rychlosti, překvapení a noční tmy pronikli do města v 4.30, přerušili komunikace s Cherbourgem a hnízda německého odporu zlikvidovali. V 9.30 bylo první osvobozené město ve Francii pod kontrolou Američanů, i když se ve 12.00 začal od jihu rozvíjet německý protiútok. Na mnoha místech sektoru 82. divize byla situace zmatená. Řada jednotek byla vysazena do bažinaté oblasti podél řeky Merderet, kde mnoho vojáků utonulo. Na východním břehu probíhaly boje o předmostí u la Fiere a u Chef du Pont, ale rozptýlené skupiny vojáků shozených západně od řeky zůstaly izolované až do dne D+4, přičemž jejich cíle na řece Douve byly nedosažitelné. Ke konci dne D 82. divize stále nenavázala žádný kontakt s jednotkami z pláží. Část výsadku byla provedena na kluzácích.

### Vylodění na plážích

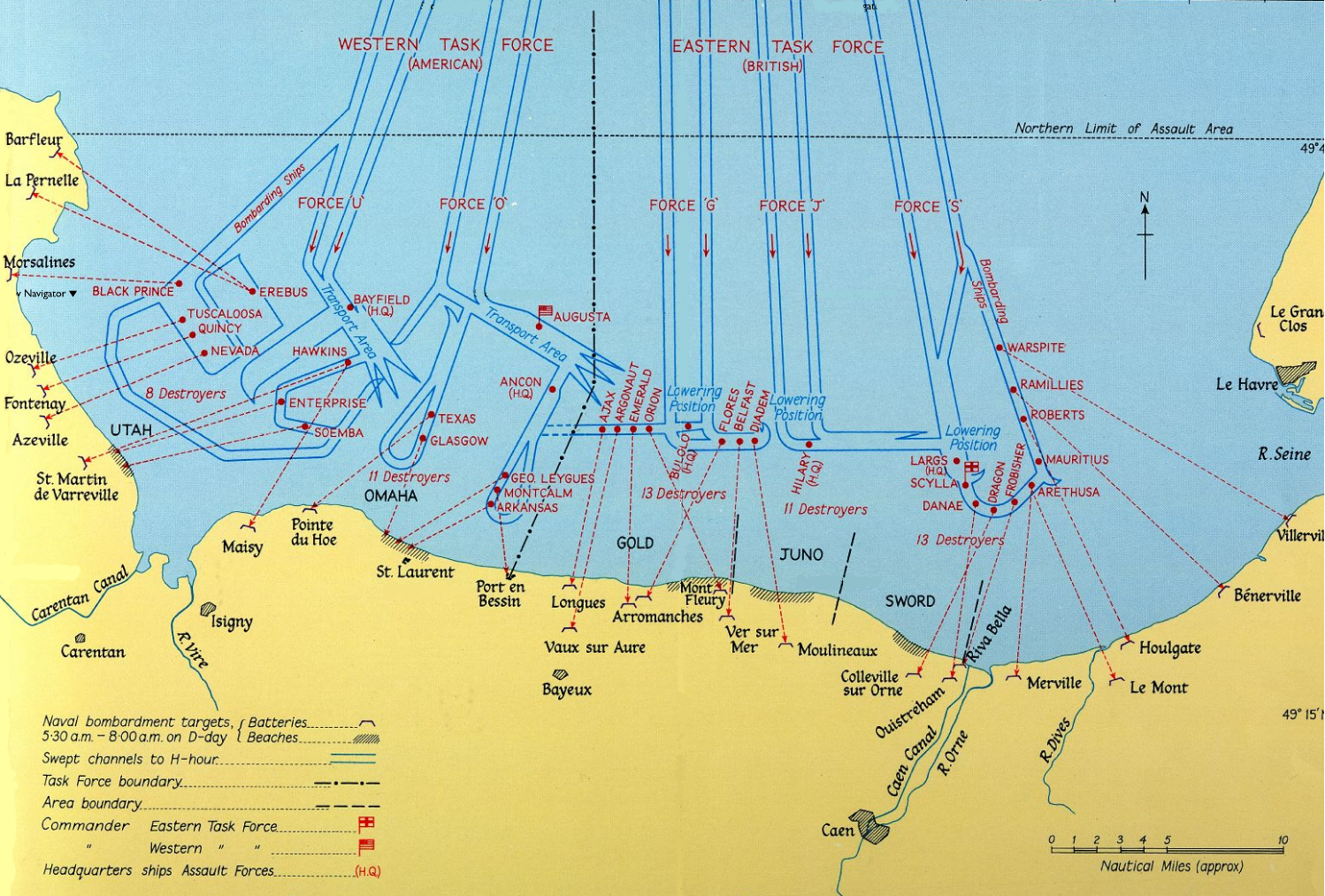
Námořní bombardování cílů na pobřeží během dne D

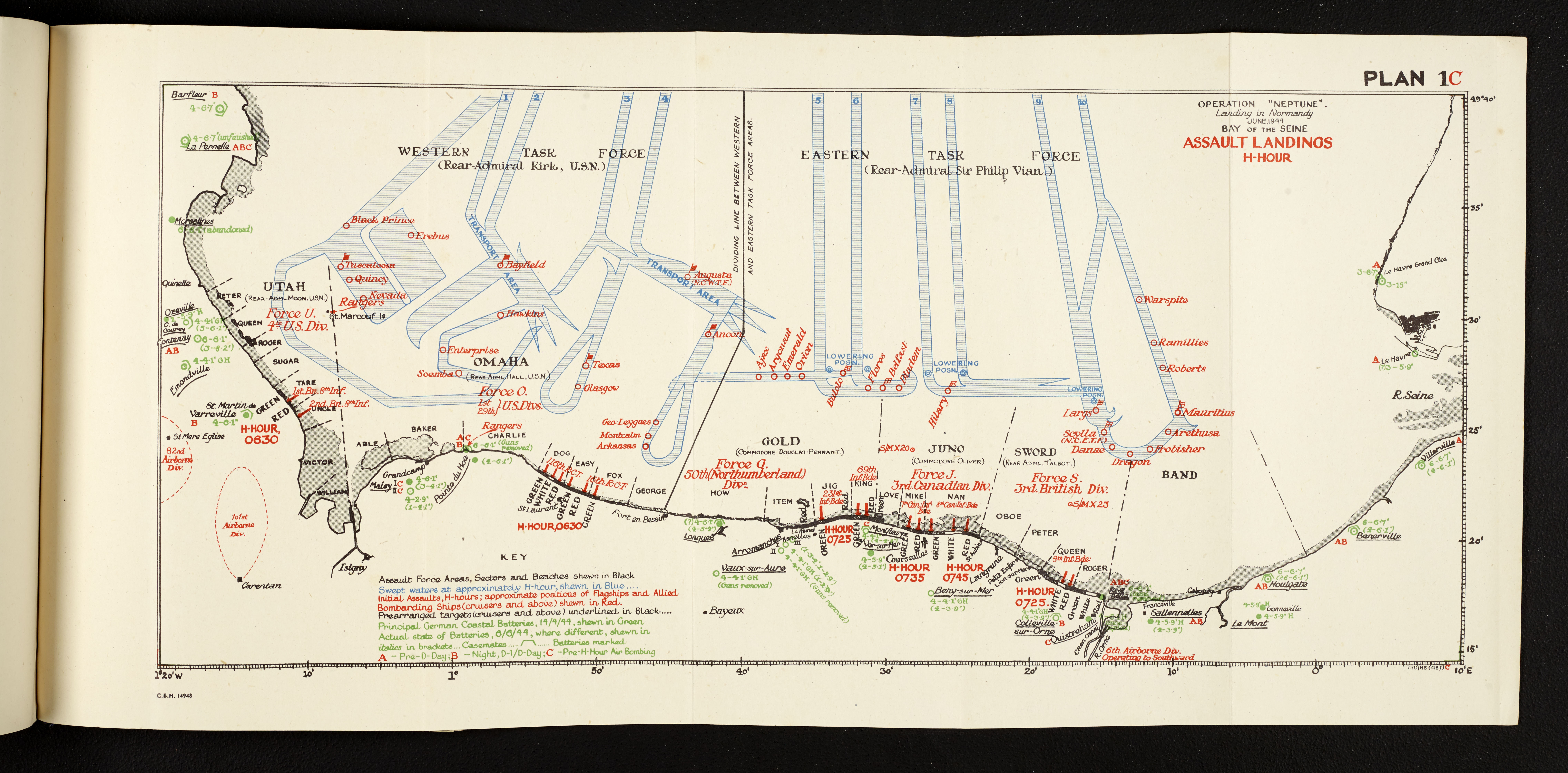
Rozdělení pláží na jednotlivé sektory

Pláže situované severním směrem k Britským ostrovům, na kterých se Spojenci vylodili, dostaly krycí jména, znějící (od západu k východu): Utah, Omaha, Gold, Juno a Sword. První dvě pláže tvořily sektor americké 1. armády, zbývající tři patřily do britského sektoru 2. armády (Juno byla kanadská).
Německé jednotky byly posléze zatlačeny od pláží a přinuceny k ústupu směrem na jih a východ. Veliká část z nich však byla zničena, a to buďto díky nepřetržitým útokům spojeneckého letectva, nebo díky Hitlerově sveřeposti (jednotky nedostaly zavčas povolení k ústupu).
Největší boje probíhaly na pláži s krycím jménem Omaha v operačním pásmu 1. americké armády generálporučíka Omara Bradleyho, kde byly velmi strmé břehy a pláž byla velmi dobře kryta křížovou palbou z mnoha kulometů a děl. I přes značné ztráty a počáteční chaos ve velení invazních vojsk byla i tato pláž večer 6. června zajištěna a dobyta.

## Důsledky

Spojenecký postup během prvního dne invaze

Vylodění v Normandii bylo největší námořní invazí v historii. Účastnilo ji se téměř 5 000 vyloďovacích a útočných plavidel, 289 doprovodných plavidel a 277 minolovek. Kanál La Manche překročilo v den D téměř 160 000 vojáků a do konce června se vylodilo 875 000 vojáků. Oběti spojenců v první den byly nejméně 10 000, přičemž 4 414 bylo potvrzeno jako mrtví. Němci ztratili 1 000 vojáků. Plány spojeneckých invazí požadovaly v první den dobyt Carentan, St. Lô, Caen a Bayeux, přičemž všechny pláže (jiné než Utah) byly spojeny s frontou 10 až 16 kilometrů od pláže; žádného z těchto cílů nebylo dosaženo. Těchto pět předmostí bylo spojeno až 12. června, do té doby spojenci drželi frontu dlouhou přibližně 97 kilometrů a hlubokou 24 kilometrů.] Caen, hlavní cíl, byl na konci dne D stále v německých rukou a úplně byl obsazen až 21. července. Němci nařídili jiným francouzským civilistům, než těm, které považovali za nezbytné pro válečné úsilí, opustit potenciální bojové zóny v Normandii. Počet civilních obětí v den D a D + 1 se odhaduje na 3 000.
Spojenecké vítězství v Normandii pramenilo z několika faktorů. Německé přípravy podél Atlantického valu byly dokončeny jen částečně; krátce před dnem D Rommel uvedl, že stavba byla v některých oblastech dokončena pouze z 18 procent, protože zdroje byly odkloněny jinam. Podvody provedené v rámci operace Fortitude byly úspěšné, takže Němci byli nuceni bránit obrovský úsek pobřeží. Spojenci dosáhli a udrželi vzdušnou nadvládu, což znamenalo, že Němci nebyli schopni pozorovat probíhající přípravy v Británii a nebyli schopni zasahovat prostřednictvím bombardování. Infrastruktura pro dopravu ve Francii byla vážně narušena spojeneckými bombardéry a francouzským odbojem, což Němcům ztížilo získávání posil a zásob. Část úvodního bombardování byla mimo cíl nebo nebyla dostatečně koncentrovaná, aby měla jakýkoli dopad, ale zvláštní obrnění fungovalo dobře až na Omahu a poskytovalo blízkou dělostřeleckou podporu vojákům, když vstupovali na pláže. Nerozhodnost a příliš komplikovaná struktura velení na straně německého vrchního velení byly také faktory úspěchu spojenců.

## Galerie

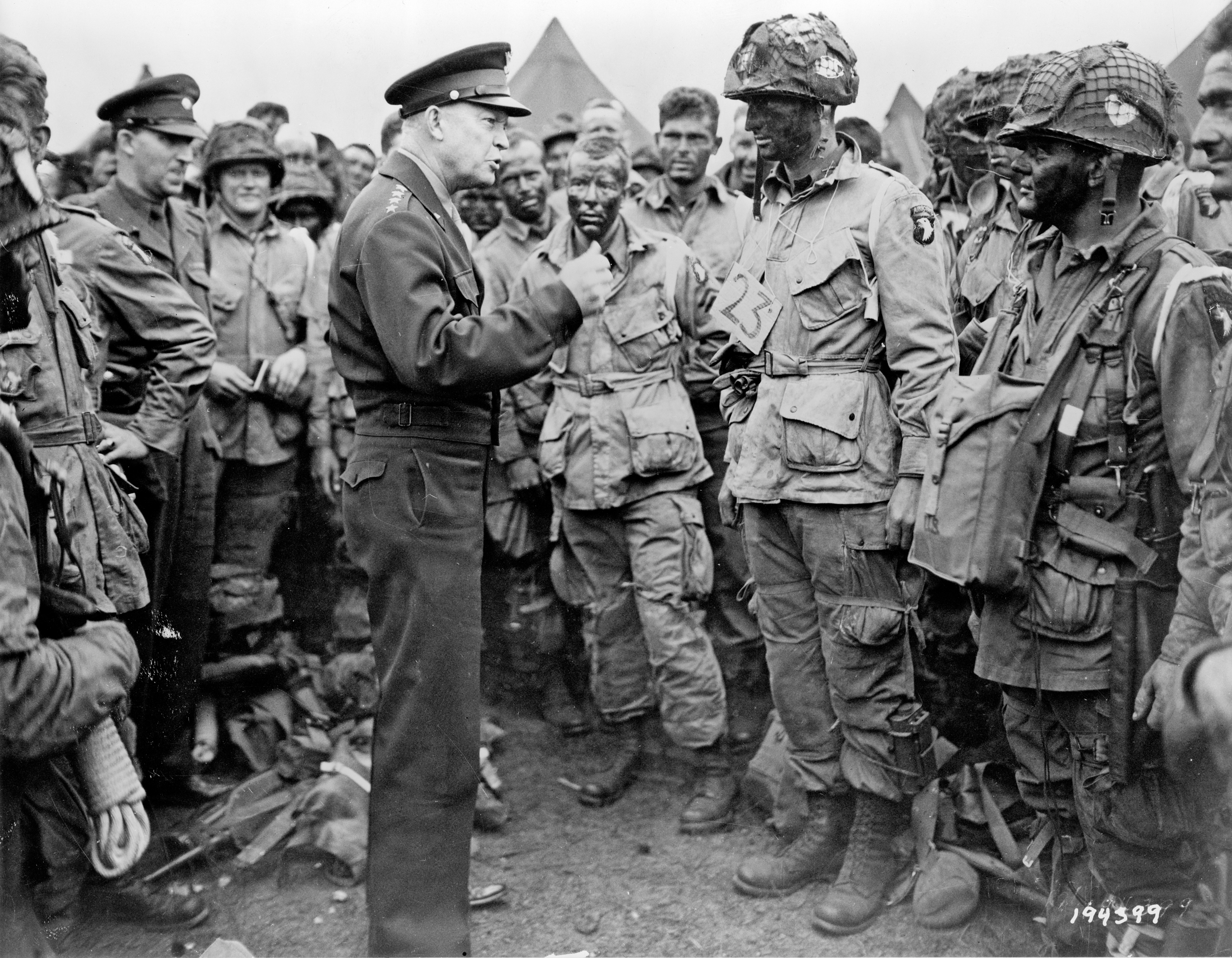
Generál Dwight D. Eisenhower dodává mužům z americké 101. výsadkové divize před bitvou odvahu
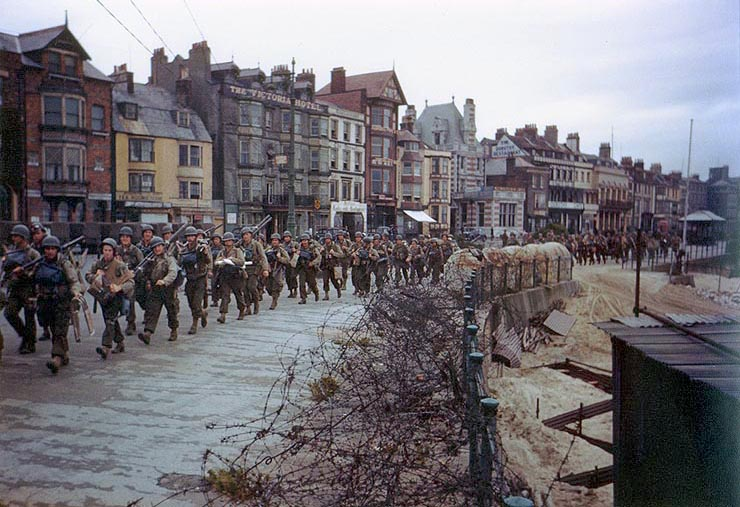
Američtí vojáci v jižní Anglii před nástupem na loď, která je doveze do Normandie
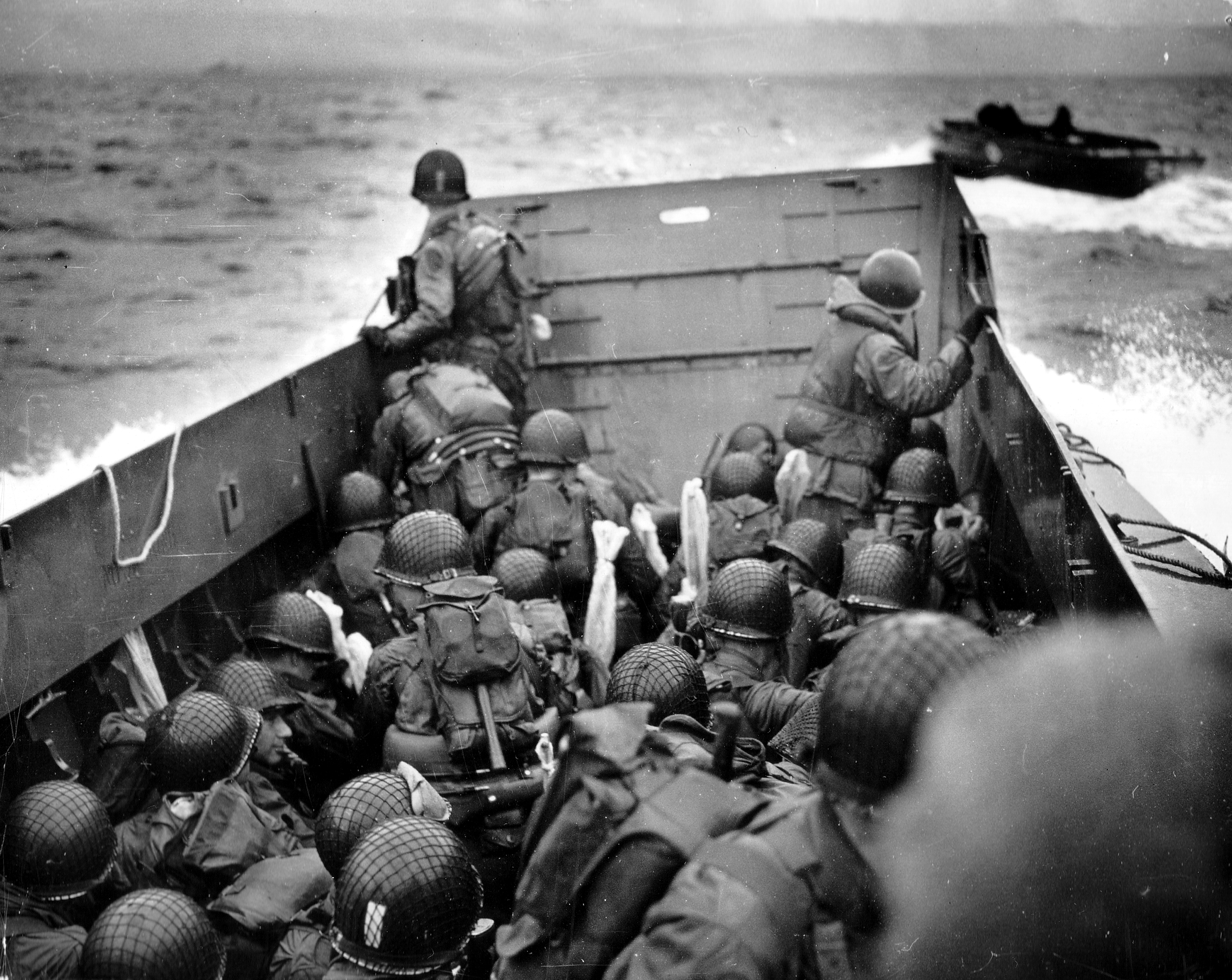
Vyloďovací člun blížící se k pláži Omaha
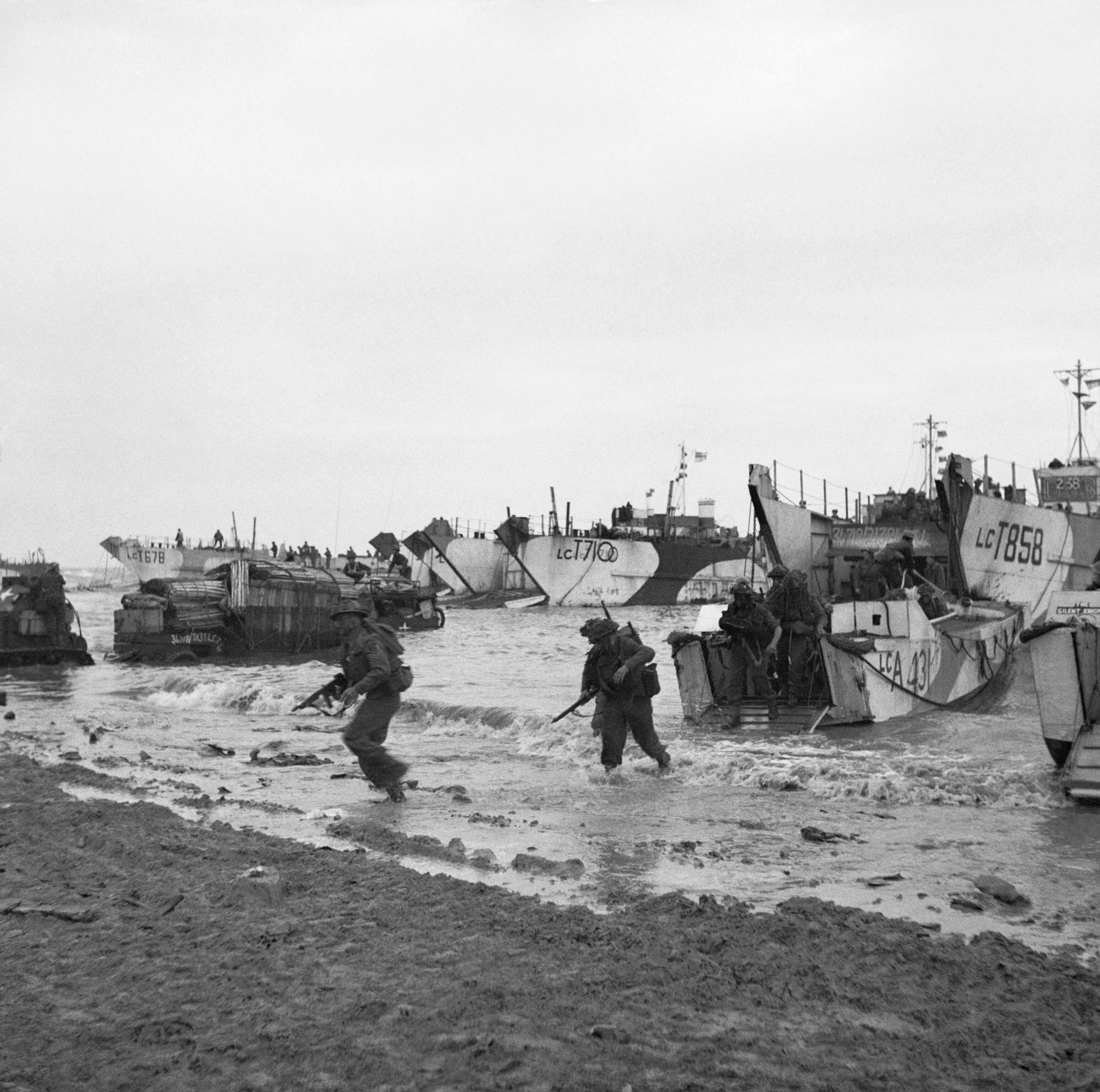
Britské síly během výsadku na pláži Gold
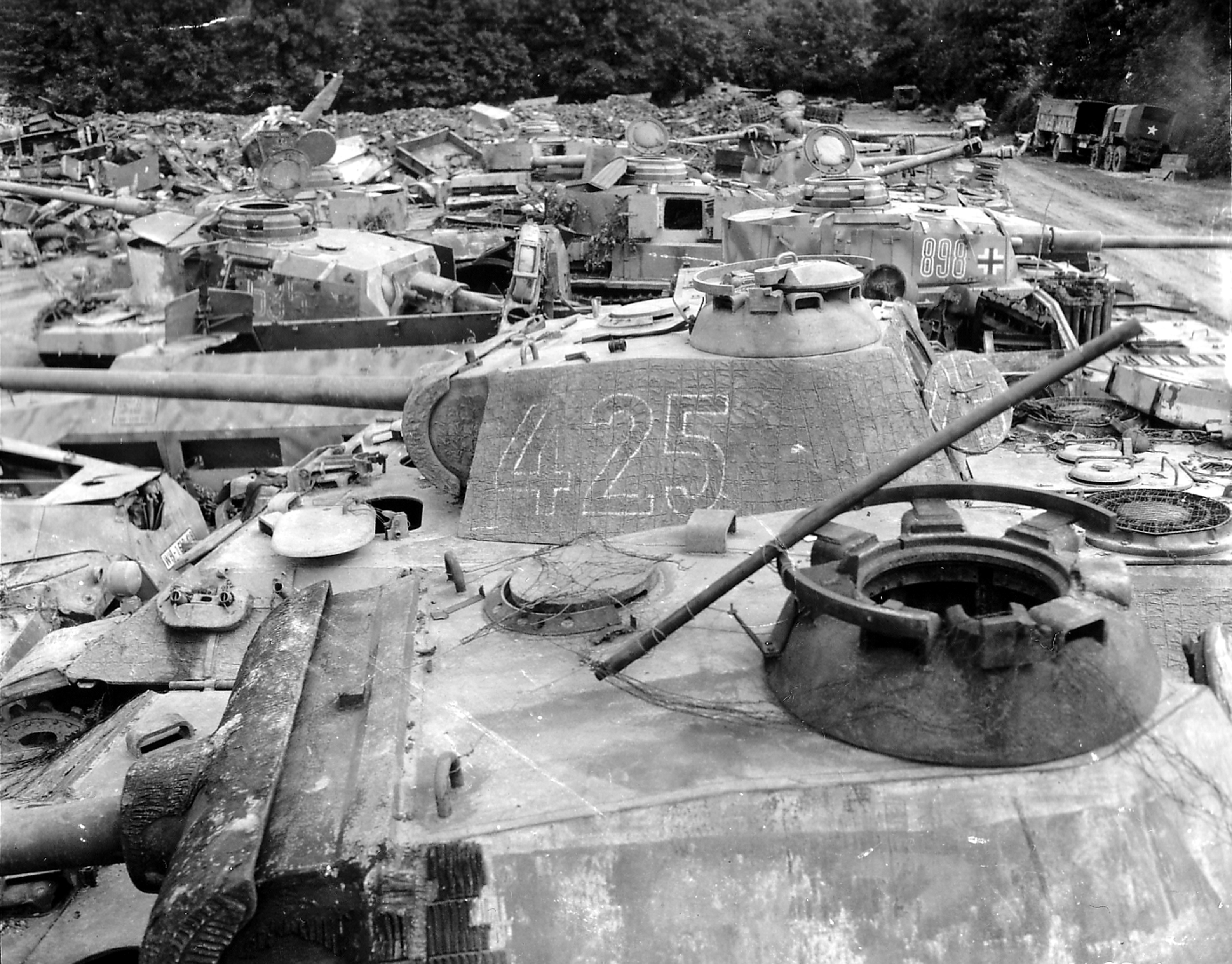
Ukořistěné německé tanky
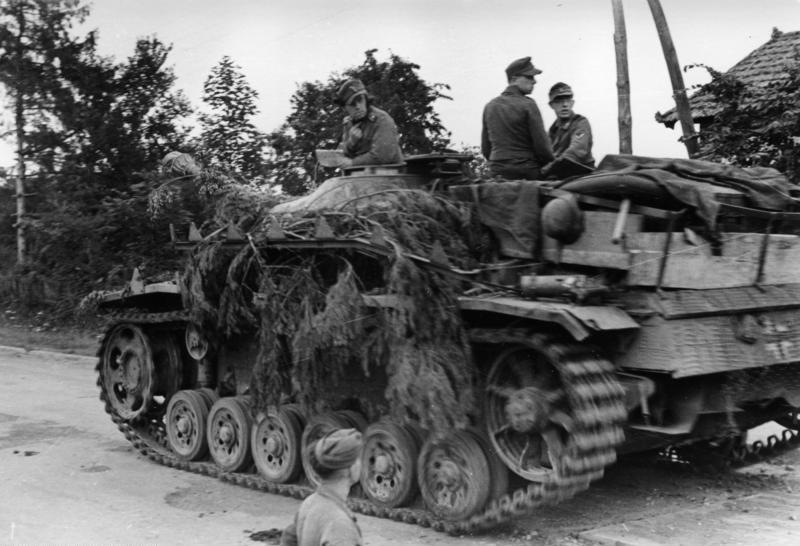
Ustupující německé tankové síly se stíhačem tanků StuG III
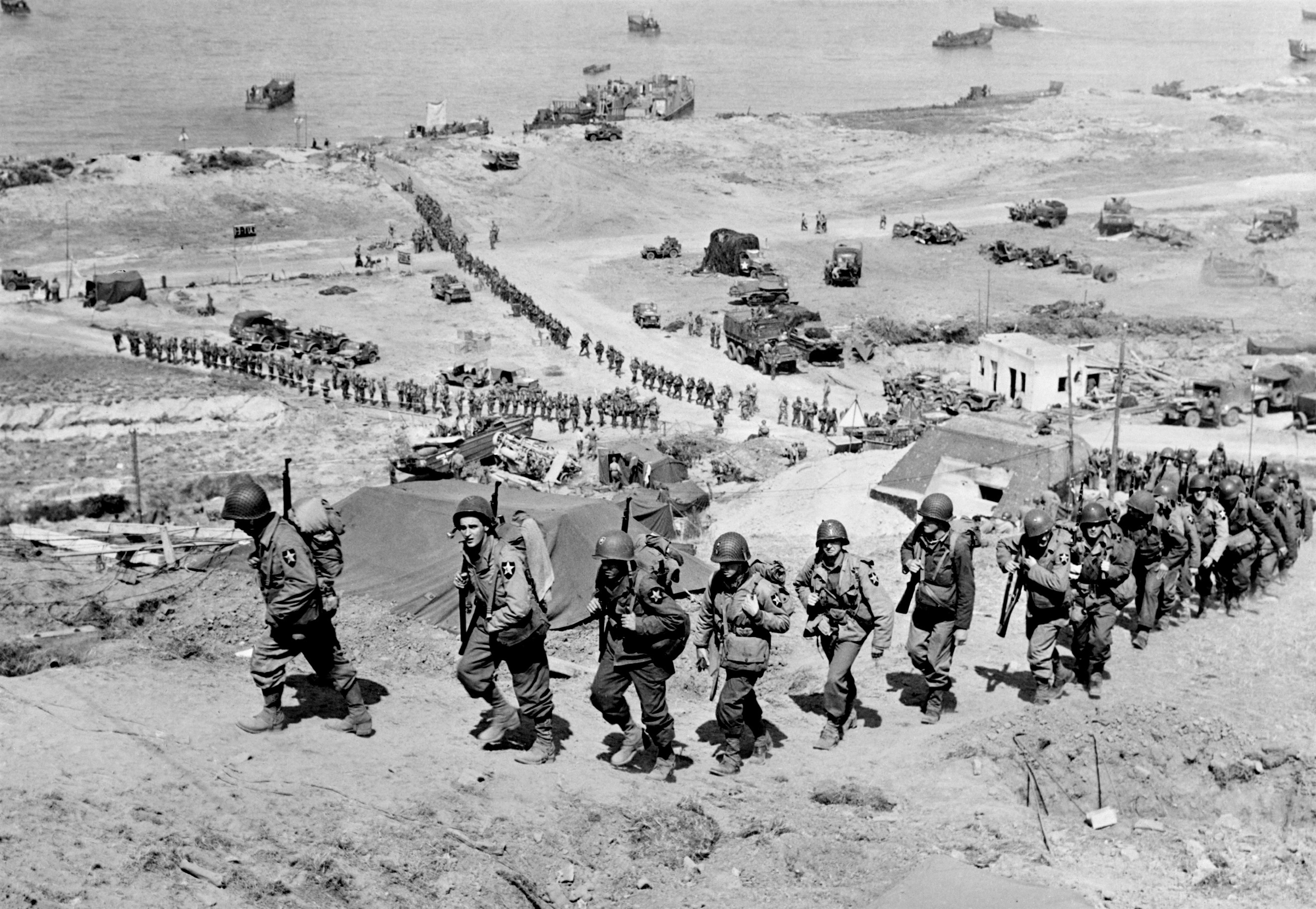
Pláž Omaha po úspěšném obsazení

## Vkultuře
Vylodění a následné boje o Normandii se staly námětem pro množství filmů, knih, televizních dokumentů či videoher. 
Skupina Sabaton o vylodění složila píseň s názvem Primo Victoria.

### Filmy
- Nejdelší den – The Longest Day, 1962
- Velká červená jednička – The Big Red One, 1980
- Zachraňte vojína Ryana – Saving Private Ryan, 1998
- Bratrstvo neohrožených – Band of Brothers, 2001
- Churchill – Churchill, 2017

### Videohry
- Medal of Honor: Allied Assault
- Medal of Honor: Frontline
- Call of Duty
- Call of Duty 2
- Company of Heroes
- Call of Duty: WWII
- Brothers in Arms: Road to Hill 30
- Brothers in Arms: Earned in Blood